# Bombílids
Els bombílids (Bombyliidae) són una família de dípters braquícers de l'infraordre dels asilomorfs. Segons les darreres estimacions conté 275 gèneres i 5382 espècies.
Se semblen morfològicament a les abelles. Els seus adults generalment s'alimenten de nèctar i pol·len, alguns són pol·linitzadors importants. Les larves generalment són parasitoides d'altres insectes.
Els bombílids comprenen centenars de gèneres, tanmateix el cicle vital de moltes de les seves espècies no està gaire dilucidat. La seva mida varia des molt petita (2 mm de llargada) a molt grossa per a un dípter (envergadura alar d'uns 40 mm). Algunes espècies tenen la seva probòscide adaptada per a libar plantes com les del gènere Lapeirousia que tenen els tubs florals molt llargs i estrets. Possiblement la seva similitud amb les abelles és aposemàtica, cosa que donaria als adults protecció davant els seus depredadors.

## Clade mostrant les relacions dins els Asiloidea
| N.N. | \| \| ? Scenopinidae i Therevidae \| \| \| \| \| \| ? Mydidae i Apioceridae \| \| \| \| \| \| ? Asilidae \| \| \| \| |
|      | \| \| ? Scenopinidae i Therevidae \| \| \| \| \| \| ? Mydidae i Apioceridae \| \| \| \| \| \| ? Asilidae \| \| \| \| |
|      | Bombyliidae |
|      | |
|      | ? Scenopinidae i Therevidae                                                                                          |
|      | |
|      | ? Mydidae i Apioceridae                                                                                              |
|      | |
|      | ? Asilidae |
|      | |

|  | ? Scenopinidae i Therevidae |
|  |                             |
|  | ? Mydidae i Apioceridae     |
|  |                             |
|  | ? Asilidae                  |
|  |                             |

## Gèneres
| - Acanthogeron Bezzi, 1925 - Acreophthiria Evenhuis, 1986 - Acreotrichus Macquart, 1840 - Acrophthalmyda Bigot, 1858 - Adelidea Macquart, 1840 - Adelogenys Hesse, 1938 - Aldrichia Coquillett, 1894 - Alepidophora Cockerell, 1909 - Aleucosia Edwards, 1934 - Alomatia Cockerell, 1914 - Amictites Hennig, 1966 - Amictus Wiedemann, 1817 - Amphicosmus Coquillett, 1891 - Anastoechus Osten-Sacken, 1877 - Anisotamia Macquart, 1840 - Anthrax Scopoli, 1763 - Antonia Loew, 1856 - Antoniaustralia Becker, 1913 - Apatomyza Wiedemann, 1820 - Aphoebantus Loew, 1872 - Apolysis Loew, 1860 - Astrophanes Osten Sacken, 1877 - Atrichochira Hesse, 1956 - Australiphthiria Evenhuis, 1986 - Australoechus Greathead, 1995 - Balaana Lambkin & Yeates, 2003 - Beckerellus Greathead, 1995 - Bombomyia Greathead, 1995 - Bombylella Greathead, 1995 - Bombylisoma Róndani, 1856 - Bombylius Linnaeus, 1758 - Brachyanax Evenhuis, 1981 - Brachydemia Hull, 1973 - Bromoglycis Hull, 1971 - Brychosoma Hull, 1973 - Bryodemina Hull, 1973 - Cacoplox Hull, 1970 - Caecanthrax Greathead, 1981 - Callostoma Macquart, 1840 - Callynthrophora Schiner, 1868 - Canariellum Strand, 1928 - Chalcochiton Loew, 1844 - Choristus Walker, 1852 - Chrysanthrax Osten Sacken, 1886 - Colossoptera Hull, 1973 - Comptosia Macquart, 1840 - Conomyza Hesse, 1956 - Cononedys Hermann, 1907 - Conophorina Becker, 1920 - Conophorus Meigen, 1803 - Corsomyza Wiedemann, 1820 - Coryprosopa Hesse, 1956 - Crocidium Loew, 1860 - Cryomyia Hull, 1973 - Cyananthrax Painter, 1959 - Cyllenia Latreille, 1802 - Cyrtomyia Bigot, 1892 - Cytherea Fabricius, 1794 - Cyx Evenhuis, 1993 - Dasypalpus Macquart, 1840 - Desmatomyia Williston, 1895 - Desmatoneura Williston, 1895 - Deusopora Hull, 1971 - Diatropomma Bowden, 1962 - Dicranoclista Bezzi, 1924 - Diochanthrax Hall, 1975 - Dipalta Osten Sacken, 1877 - Diplocampta Schiner, 1868 - Dischistus Loew, 1855 - Docidomyia White, 1916 - Doddosia Edwards, 1934 - Dolichomyia Wiedemann, 1830 - Doliogethys Hesse, 1938 - Eclimus Loew, 1844 - Edmundiella Becker, 1915 - Efflatounia Bezzi, 1925 - Enica Macquart, 1834 - Epacmoides Hesse, 1956 - Epacmus Osten Sacken, 1886 - Eremyia Greathead, 1996 | - Eristalopsis Evenhuis, 1985 - Eucessia Coquillett, 1886 - Euchariomyia Bigot, 1888 - Euprepina Hull, 1971 - Eurycarenus Loew, 1860 - Euryphthiria Evenhuis, 1986 - Eusurbus Roberts, 1929 - Exechohypopion Evenhuis, 1991 - Exepacmus Coquillett, 1894 - Exhyalanthrax Becker, 1916 - Exoprosopa Macquart, 1840 - Geminaria Coquillett, 1894 - Geron Meigen, 1820 - Glaesamictus Hennig, 1966 - Gnumyia Bezzi, 1921 - Gonarthrus Bezzi, 1921 - Gyrocraspedum Becker, 1913 - Hallidia Hull, 1970 - Hemipenthes Loew, 1869 - Heteralonia Róndani, 1863 - Heterostylum Macquart, 1848 - Heterotropus Loew, 1873 - Hyperalonia Róndani, 1863 - Hyperusia Bezzi, 1921 - Inyo Hall & Evenhuis, 1987 - Isocnemus Bezzi, 1924 - Kapu Lambkin & Yeates, 2003 - Karakumia Paramonov, 1927 - Laminanthrax Greathead, 1967 - Larrpana Lambkin & Yeates, 2003 - Laurella Hull, 1971 - Legnotomyia Bezzi, 1902 - Lepidanthrax Osten Sacken, 1886 - Lepidochlanus Hesse, 1938 - Lepidophora Westwood, 1835 - Ligyra Newman, 1841 - Litorhina Bowden, 1975 - Lomatia Meigen, 1822 - Lordotus Loew, 1863 - Macrocondyla Róndani, 1863 - Mallophthiria Edwards, 1930 - Mancia Coquillett, 1886 - Mandella Evenhuis, 1983 - Mariobezzia Becker, 1913 - Marleyimyia Hesse, 1956 - Marmosoma White, 1916 - Megapalpus Macquart, 1834 - Megaphthiria Hall, 1976 - Melanderella Cockerell, 1909 - Meomyia Evenhuis, 1983 - Metacosmus Coquillett, 1891 - Micomitra Bowden, 1964 - Munjua Lambkin & Yeates, 2003 - Muscatheres Evenhuis, 1986 - Muwarna Lambkin & Yeates, 2003 - Myonema Roberts, 1929 - Neacreotrichus Cockerell, 1917 - Nectaropota Philippi, 1865 - Neobombylodes Evenhuis, 1978 - Neodiplocampta Curran, 1934 - Neodischistus Painter, 1933 - Neosardus Roberts, 1929 - Nomalonia Róndani, 1863 - Nothoschistus Bowden, 1985 - Notolomatia Greathead, 1998 - Oestranthrax Bezzi, 1921 - Oestrimyza Hull, 1973 - Ogcodocera Macquart, 1840 - Oligodranes Loew, 1844 - Oncodosia Edwards, 1937 - Oniromyia Bezzi, 1921 - Othniomyia Hesse, 1938 - Pachyanthrax François, 1964 - Pachysystropus Cockerell, 1909 - Palaeoamictus Meunier, 1916 - Palaeogeron Meunier, 1915 - Palintonus François, 1964 - Palrika Lambkin & Yeates, 2003 - Pantarbes Osten Sacken, 1877 | - Pantostomus Bezzi, 1921 - Paracorsomyza Hennig, 1966 - Paradiplocampta Hall, 1975 - Parachistus Greathead, 1980 - Paracosmus Osten Sacken, 1877 - Parageron Paramonov, 1929 - Paranthrax Bigot, 1876 - Parasysteochus Hall, 1976 - Paratoxophora Engel, 1936 - Paravilla Painter, 1933 - Parisus Walker, 1852 - Perengueyimyia Bigot, 1886 - Petrorossia Bezzi, 1908 - Phthiria Meigen, 1803 - Pilosia Hull, 1973 - Pipunculopsis Bezzi, 1925 - Platamomyia Brèthes, 1925 - Plesiocera Macquart, 1840 - Poecilanthrax Osten Sacken, 1886 - Poecilognathus Jaennicke, 1867 - Praecytherea Théobald, 1937 - Prorachthes Loew, 1868 - Prorostoma Hesse, 1956 - Prothaplocnemis Bezzi, 1925 - Pseudopenthes Roberts, 1928 - Pteraulacodes Hesse, 1956 - Pteraulax Bezzi, 1921 - Pterobates Bezzi, 1921 - Pusilla Paramonov, 1954 - Pygocona Hull, 1973 - Relictiphthiria Evenhuis, 1986 - Rhynchanthrax Painter, 1933 - Satyramoeba Sack, 1909 - Semiramis Becker, 1913 - Semistoechus Hall, 1976 - Sericosoma Macquart, 1850 - Sericothrix Hall, 1976 - Sericusia Edwards, 1937 - Sinaia Becker, 1916 - Sisyromyia White, 1916 - Sisyrophanus Karsch, 1886 - Sosiomyia Bezzi, 1921 - Sparnopolius Loew, 1855 - Sphenoidoptera Williston, 1901 - Spogostylum Macquart, 1840 - Staurostichus Hull, 1973 - Stomylomyia Bigot, 1888 - Stonyx Osten Sacken, 1886 - Synthesia Bezzi, 1921 - Systoechus Loew, 1855 - Systropus Wiedemann, 1820 - Thevenetimyia Bigot, 1875 - Thraxan Yeates & Lambkin, 1998 - Thyridanthrax Osten Sacken, 1886 - Tillyardomyia Tonnoir, 1927 - Timiomyia Evenhuis, 1978 - Tithonomyia Evenhuis, 1984 - Tmemophlebia Evenhuis, 1986 - Tomomyza Wiedemann, 1820 - Tovlinius Zaitzev, 1979 - Toxophora Meigen, 1803 - Triplasius Loew, 1855 - Triploechus Edwards, 1937 - Turkmeniella Paramonov, 1940 - Usia Latreille, 1802 - Veribubo Evenhuis, 1978 - Verrallites Cockerell, 1913 - Villa Lioy, 1864 - Villoestrus Paramonov, 1931 - Walkeromyia Paramonov, 1934 - Wurda Lambkin & Yeates, 2003 - Xenoprosopa Hesse, 1956 - Xenox Evenhuis, 1984 - Xerachistus Greathead, 1995 - Xeramoeba Hesse, 1956 - Ylasoia Speiser, 1920 - Zaclava Hull, 1973 - Zinnomyia Hesse, 1955 - Zyxmyia Bowden, 1960 |